# Джеймс Ръсел Лоуел
Джеймс Ръсел Лоуел (на английски: James Russell Lowell; 22 февруари 1819 – 12 август 1891) е американски поет от романтизма, критик, редактор и дипломат. Той се свързва с „Домашните поети“ (заедно с Хенри Уадсуорт Лонгфелоу и др.) – група писатели от Нова Англия, които са сред първите американски поети, съперничещи на британските си колеги. Те използват най-често общоприети форми и метри в своята поезия, което прави творбите им лесни за четене и подходящи за пред камината в семейна обстановка.

## Биография и творчество
Лоуел завършва Харвард през 1838 г., въпреки че има репутация на размирник, и започва да учи право. Публикува първата си стихосбирка през 1841 г. и се жени за Мария Уайт през 1844 г. Той и жена му имат няколко деца, макар че само едно успява да оцелее. Двойката скоро се включва в аболиционско движение срещу робството. Лоуел използва поезията, за да изрази своите възгледи против робството. Той започва да работи във Филаделфия, Пенсилвания като редактор на аболиционски вестник. След като се мести отново в Кеймбридж, Лоуел става един от основателите на вестник, наречен „Пионерът“, които успява да достигне само до три издания. Поетът успява да получи известна слава чрез публикацията на „Приказка за критиката“ – поема с размерите на книга, осмиваща тогавашната критика и поети. През същата година Лоуел публикува „The Biglow Papers“, което увеличава славата му. Той публикува още няколко стихосбирки и сборници с есета през цялата си литературна кариера.
Мария Уайт умира през 1853. Две години след това Лоуел приема да стане професор по езици в Харвард. Той пътува из Европа преди официално да поеме поста си през 1856 г. Лоуел продължава да обучава студенти за двадесет години. Жени се за втората си съпруга Франсис Дънлап скоро след това през 1857 г. Тази година той става и редактор на вестникът „Атлантик Монтли“. Двадесет години след това той получава политически пост – посланик в Испания и по-късно в Англия. Лоуел прекарва последните си години в Кеймбридж в същата къща, където се е родил и където умира през 1891 г.
Джеймс Лоуел вярва, че поетът има важна роля в обществото като негов пророк и критик. Той използва поезията за реформа, най-вече в аболиционизма. Въпреки това връзката на Лоуел с движението против робството се мени през годините, както се мени и неговото мнение за афроамериканците. Поетът се опитва да подражава ревностно на истинския янки акцент в диалозите на своите герои. Това представяне на диалекта, както и сатирата на Лоуел, представляват вдъхновение за писатели като Марк Твен и Хенри Луис Менкен. Въпреки всичко поезията на Лоуел получава негативна критика от много заради липсата на мощ, ниското ѝ качество и защото лесно се забравя.

## Избрана библиография
Стихосбирки
- A Year's Life (1841)
- Miscellaneous Poems (1843)
- The Biglow Papers (1848)
- A Fable for Critics (1848)
- Poems (1848)
- The Vision of Sir Launfal (1848)
- Under the Willows (1869)
- The Cathedral (1870)
- Heartsease and Rue (1888)

Сборници с есета
- Conversations on the Old Poets (1844)
- Fireside Travels (1864)
- Among My Books (1870)
- My Study Windows (1871)
- Among My Books (втори сборник със същото име, 1876)
- Democracy and Other Addresses (1886)
- Political Essays (1888)